# درغاباغي
درغاباغي هي بلدة في مقاطعة قرة قول في ولاية بخارى في أوزبكستان.